# Tabac (film)
Pour les articles homonymes, voir Tabac (homonymie).
Pour plus de détails, voir Fiche technique et Distribution.
Tabac (Тютюн, Tyutyun) est un film bulgare réalisé par Nikola Korabov, sorti en 1962.

## Synopsis
Un portrait de la société bulgare des années 1930 à la fin de la Seconde Guerre mondiale.

## Fiche technique
- Titre : Tabac
- Titre original : Тютюн (Tyutyun)
- Réalisation : Nikola Korabov
- Scénario : Nikola Korabov d'après le roman de Dimitar Dimov
- Musique : Vasil Kazandzhiev
- Photographie : Vulo Radev
- Société de production : Boyana Film et Bulgarofilm
- Société de distribution :
- Pays :  Bulgarie et  Union soviétique
- Genre : Drame
- Durée : 150 minutes
- Dates de sortie : 
  -  Bulgarie : 5 novembre 1962

## Distribution
- Nevena Kokanova : Irina
- Yordan Matev : Boris Morev
- Miroslava Stoyanova : Lila
- Ivan Kasabov : Pavel Morev
- Nikola Popov : Shishko
- Stefan Pejchev : Kostov
- Petar Slabakov : Dinko
- Luna Davidova : Varvara
- Wolfgang Langhoff : Von Geir
- Georgi Stamatov : Tatko Pier
- Ivan Dimov : Barutchiev
- Magda Kolchakova : Spasuna
- Tzvetana Ostrovska : Maria
- Stefan Petrov
- Georgi Kaloyanchev
- Grigor Vachkov
- Gencho Dimitrov
- Nikola Dadov
- Konstantin Dimchev
- Georgi Radivenski

## Distinctions
Le film a été présenté en sélection officielle en compétition au Festival de Cannes 1963.